# Mosa's eiland
 Mosa's eiland  is een kinderboek van de Arubaanse schrijfster Desiree Correa. Het boek is geschreven voor de leeftijdsgroep twaalf plus en behandelt het thema van een op Aruba opgroeiend en volwassen wordend meisje dat erg eenzaam is. Het verhaal in Mosa’s eiland laat het Caraïbische gezinspatroon zien waarin de rol van de dominerende moeder centraal staat. Op Aruba is de moeder belangrijker dan de vader, want zij is de vertrouwensfiguur bij wie alle problemen terechtkomen en zij vormt daarmee het centrum waarom het gezinsleven draait. Vaak wordt er een onderscheid gemaakt tussen kinderen van de Benedenwinden en de Bovenwinden, maar Correa beschrijft typerende handelingen van Antilliaanse kinderen zodat alle kinderen zich kunnen identificeren met het verhaal. Hedi Verhaar was de illustrator van het omslag van Mosa’s eiland.

## Het verhaal
De ouders van de zesjarige Mosa Fingal en haar vier jaar oudere zus Milva hebben vaak ruzie. Vader Carlos houdt er een vriendin op na en tijdens de ruzies van hem en moeder Sarita loopt het op gegil en geweld uit. Moeder Sarita loopt weg naar familie op het zustereiland Curaçao. Mosa en Milva blijven achter bij hun autoritaire vader, maar de warme band met hun vader ontbreekt. Uit verdriet gaat Mosa veel snoepen in het winkeltje van haar grootmoeder Chana, waardoor ze dik wordt en hiermee geplaagd wordt. Moeder keert terug naar het eiland en besluit bij grootmoeder Chana te wonen en al gauw verhuizen de kinderen van het luxehuis van hun vader naar het kleine huisje van oma. Ze hebben het goed samen totdat beide ouders nieuwe relaties krijgen die de situatie ingewikkeld maken. Mosa groeit op en presteert goed op de mavo en krijgt een vakantiebaantje bij een handtastelijke baas. Mosa moet voor de financiële problemen van het gezin opdraaien.  Mosa ervaart haar situatie als uitzichtloos en krijgt het gevoel dat zij op een eiland zit waar ze niet afkan. Mosa merkt dat opgroeien tot volwassenheid betekent dat je steeds meer wordt binnengetrokken in de problemen en tradities van de oudere generatie. Het verhaal is geschreven in de ik-vorm en kent een aantal innerlijke monologen die inzicht geeft in de gevoelens van Mosa.

## Motieven
Een belangrijk motief in het kinderboek is het eiland als beeld van isolement. De titel verwijst naar Aruba, waar Mosa’s leven zich afspeelt. Wim Rutgers interpreteert de titel symbolisch en vergelijkt het eiland met het gevoel van eenzaamheid dat Mosa als opgroeiend meisje ervaart. Hierover schrijft Rutgers: 
‘Dit vastzitten, dat in de titel Mosa’s eiland gesuggereerd wordt, komt in het boek drie keer terug. ‘Ik stond daar alsof er een cirkel om me heen getrokken was waar ik niet uit kon. Een eigen eilandje, en ik kon er niet af.’ (p.39) ‘Hier wilde ik blijven. Een muur om me heen. Een eilandje voor mij alleen. Niemand zou bij me kunnen komen. En ik zou naar niemand toegaan.’ (p.64). ‘Ik herinnerde me mijn cementblok: dat ik een gewenst had dat dat mijn eilandje zou zijn.’ (p.159). Het zelf opgetrokken eilandje van ontoegankelijkheid en het eiland Aruba beletten samen elke ontsnappingsmogelijkheid uit Mosa’s isolement.
Tevens een belangrijk motief is het principe van de dochter als ouderdomspensioen. Hierover schrijft Rutgers hoe het vastzitten van de jonge Mosa niet alleen op het eiland plaatsvindt, maar ook hoe zij vast komt te zitten tussen haar ouders en de gezinsstructuur. Van Mosa wordt al vanaf jonge leeftijd verwacht haar door vakantiewerk verdiende geld af te staan aan haar moeder en hoe ook van Milva wordt verwacht de alimentatiezorg te betalen. De vader ontloopt zijn verantwoordelijkheden, maar denkt ook de baas te kunnen spelen. Daarnaast wil de moeder ook haar gezag laten gelden, een herhaling van de manier waarop oma ook de moeder domineerde. De gezinsstructuur zoals hij bij het gezin Fingal naar voren komt, kenmerkt zich door de dominante positie van de vrouw en de machistische houding van de man. Machismo vormt ook een terugkerend element in het boek en komt vrijwel bij elke beschrijving van een man naar voren. 

## Schrijfstijl
Desiree Correa vertelt haar verhaal in de ik-vorm en dit is een niet zo vaak gebruikte vertelwijze onder Antilliaanse jeugdliteratuur. De vertelwijze is afwisselend en varieert van innerlijke monologen tot beschrijvingen van de geschiedenis van de scheiding tussen haar ouders. De schrijfster speelt met verschillende betekenissen van woorden, wat een humoristisch effect geeft aan het verhaal. Rutgers haalt het volgende fragment aan: ‘Hij dacht er niet aan om haar te slaan. Hij leek eerder zelf verslagen.’ (p.38) Rutgers concludeert dat de grappigheid het verhaal aan de oppervlakte prettig leesbaar maakt, maar geeft aan dat er ook een pedagogische laag onder ligt, doordat zij kritiek uit op de gezinssituatie.  Verder is de zinsopbouw en het woordgebruik Antilliaans-Nederlands.